# Marco Richter (Eishockeyspieler)
Marco Richter (* 19. November 1995 in Wien) ist ein österreichischer Eishockeyspieler, der seit 2021 beim EC VSV in der ICE Hockey League unter Vertrag steht.

## Karriere
Marco Richter durchlief in seiner Jugend die Ausbildung an der Okanagan Hockey Academy in St. Pölten. In deren U20-Team avancierte er in der Saison 2013/14 zum zweitbesten österreichischen Scorer der EBYSL. Parallel repräsentierte er auch die rot-weiß-roten Nachwuchsnationalteams, das U20 Team Austria führte er 2015 als Kapitän in das WM-Turnier. Nach einer Spielzeit in der United States Hockey League bei den Madison Capitols stand er in der abgelaufenen Spielzeit in Diensten der University of Connecticut. Zur Saison 2016/17 wechselte Richter zum EC KAC und gewann mit dem KAC 2019 die Meisterschaft. Zur Saison 2020/21 kehrte er in seine Heimatstadt zurück, um für die Vienna Capitals zu spielen. Nach einer Saison, 58 Partien und 12 Toren plus 11 Assists, verließ er die Capitals wieder und wechselte zum EC VSV, bei dem er einen Zweijahresvertrag erhielt.

### International
Richter vertrat Österreich bei den U18-Weltmeisterschaften 2012 und 2013 sowie bei der U20-Weltmeisterschaft 2015 als Kapitän.
Bis 2021 absolvierte er 20 Länderspiele für die A-Nationalmannschaft.

## Karrierestatistik
(Legende zur Spielerstatistik: Sp oder GP = absolvierte Spiele; T oder G = erzielte Tore; V oder A = erzielte Assists; Pkt oder Pts = erzielte Scorerpunkte; SM oder PIM = erhaltene Strafminuten; +/− = Plus/Minus-Bilanz; PP = erzielte Überzahltore; SH = erzielte Unterzahltore; GW = erzielte Siegtore; 1 Play-downs/Relegation; Kursiv: Statistik nicht vollständig)